# ジェフリー・テイト
ジェフリー・テイト（Jeffrey Tate CBE, 1943年4月28日  - 2017年6月2日）は、イギリスの指揮者、鍵盤楽器奏者（ピアノ・チェンバロ・オルガン）。生まれつき二分脊椎症を患っており、1989年より、二分脊椎症と水頭症の患者と家族のための慈善団体である英国ASBAHの会長を務めた。

## 略歴
1961年から1964年までケンブリッジ大学クライスト・カレッジにて医学を専攻し、ロンドンのセント・トーマス病院で研修を積むが、間もなく1970年に医療の道を断念して、ロンドン・オペラ・センターに学ぶ。その後はもっぱら現場で地道な経験を積み重ね、ゲオルク・ショルティ、ピエール・ブーレーズ、ヘルベルト・フォン・カラヤン、ジェームズ・レヴァイン、ルドルフ・ケンペ、カルロス・クライバー、コリン・デイヴィスらの助手を務めつつ、それぞれから実践的な助言を受ける。
1979年にニューヨークのメトロポリタン歌劇場にデビューし、国際的な活躍を始める。1985年にイギリス室内管弦楽団の初代首席指揮者に任命され、同年よりロイヤル・オペラ・ハウスの首席指揮者も務めた。2005年にはナポリのサン・カルロ劇場の音楽監督に任命され、2008年からはハンブルク交響楽団の首席指揮者を務めた。
モーツァルトからシェーンベルクに至る18世紀から20世紀初頭のドイツ音楽を得意としており、協奏曲の伴奏や器楽曲、オペラのいずれにおいても、自然な表現と緻密な構成力により、数々の演奏を残してきた。録音も数多い。
2017年6月2日、死去。